# エリーザベト2世 (クヴェードリンブルク女子修道院長)
エリーザベト2世（エリーザベト2せい、ドイツ語: Elisabeth II.）こと、エリーザベト・フォン・レーゲンシュタイン＝ブランケンブルク（ドイツ語: Elisabeth von Regenstein-Blankenburg、1542年 – 1584年7月20日）は、クヴェードリンブルク修道院の女子修道院長。女子修道院長としてはエリーザベト2世と呼ばれる。
ウルリヒ・フォン・レーゲンシュタイン＝ブランケンブルクと、2番目の妻マグダレーナ・ツー・シュトルベルクの間に生まれた娘である。

## 経歴
1565年、エリーザベトは神聖ローマ皇帝とローマ教皇の承認を得てクヴェードリンブルク女子修道院長アンナ2世の補佐役の地位についた。アンナ2世はクヴェードリンブルク史上初めてのプロテスタントの女子修道院長であった。1574年3月4日にアンナ2世が死去すると、その翌日にエリーザベト（2世）がクヴェードリンブルク女子修道院長に叙階された。同時に彼女は、神聖ローマ皇帝に仕える帝国諸侯の列にも加わることとなった。クヴェードリンブルク修道院長に選出・叙階された時点で既にプロテスタントとなっていた例は、エリーザベト2世が最初である。
ザクセン選帝侯アウグストは、当初エリーザベト2世の選出に異議を唱えていた。エリーザベト2世が、将来クヴェードリンブルク女子修道院長の選出に際してザクセン選帝侯が候補者すべてを承認するという特権を認めてようやく、アウグストも態度を改めた。またエリーザベト2世は、アウグストに納める税の増額も受け入れさせられた。
1583年、エリーザベト2世は神学会議を開催した。1584年7月20日、エリーザベト2世は死去した。修道院長職ははアンナ・フォン・シュトルベルク＝ヴェルニゲローデ（アンナ3世）が跡を継いだ。